# Becker Marine Systems
Becker Marine Systems ist ein deutscher Hersteller von Schiffs- und Marinetechnik mit Sitz in Hamburg. Das Unternehmen entwickelt und fertigt Manövrier-, Überwachungs- und Energiesparsysteme für Schiffe.

## Geschichte

### Gründung und Etablierung
Becker Marine Systems wurde 1946 von Willi Becker in Hamburg gegründet. Zu den ersten Entwicklungen des Unternehmens gehört unter anderem das Becker-Ruder, das Willi Becker in den 1950er-Jahren entwickelte. Dieses Ruder verbesserte die Manövrierfähigkeit von Schiffen und wurde zu einem Standardprodukt für Binnen- und Seeschiffe. In den folgenden Jahren entwickelte das Unternehmen die Rudertechnik weiter und fertigte 1961 schließlich für einen Binnentanker das Becker Flap Rudder; eine Ruderanlage mit Flossenruder. Dieses Ruder wurde später auch für größere Schiffe angepasst.

### Expansion und Produkterweiterung
In den 1970er-Jahren baute Becker seine Technologien weiter aus. Durch die Übernahme von Kort Engineering im Jahr 1972 stieg Becker Marine Systems in den Markt für spezielle Düsen und Ruder für eisgehende und andere hoch beanspruchte Schiffe ein. 1977 wurde das King Support Rudder (KSR) für große Hochseeschiffe eingeführt. Zudem begann das Unternehmen, seine Produkte und Technologien international zu vertreiben. 1978 entstand eine Partnerschaft mit Nakashima Propeller Co., einem Hersteller von Propeller- und Bugstrahlsystemen.
In den 1990er- und 2000er-Jahren expandierte das Unternehmen vermehrt durch Partnerschaften und Übernahmen. So wurde 1998 eine Partnerschaft mit Hatlapa geschlossen. In China, Südkorea und Singapur eröffnete Becker zudem eigene Büros. Weiterhin wechselte zu dieser Zeit die Geschäftsleitung des Unternehmens. 2001 stieg Dirk Lehmann in das Unternehmen ein und 2003 wechselte Henning Kuhlmann aus dem Thyssenkrupp-Konzern zu Becker und wurde 2006 zum Geschäftsführer bestellt. Von seiner Bestellung bis zum Jahr 2009 stieg der Umsatz des Unternehmens von rund 25 Millionen Euro auf rund 100 Millionen Euro an. 2009 erhielt das Unternehmen zudem einen Großauftrag für die Herstellung von Rudern für sechs Großcontainerfrachter von STX.
Die Produktentwicklung wurde ebenfalls vorangetrieben; 2004 kam das King Support Rudder mit einer twistierten Vorderkante auf den Markt und 2009 führte Becker das Energiesparsystem Becker Mewis Duct ein, mit der der Treibstoffverbrauch von Schiffen um bis zu sechs Prozent gesenkt werden konnte.
Die internationale Expansion wurde fortgesetzt, und 2015 nahm Becker seine Geschäftstätigkeit in den USA auf. Zwei Jahre nach der Eröffnung erhielt das Unternehmen einen Auftrag von der United States Navy für die Ausstattung von 17 neuen Tankschiffen mit Rudern. 2017 begann Becker in Japan eine Kooperation mit örtlichen Unternehmen für den Bau von Rudern für Containerschiffe.
Der Wirtschaftswissenschaftler Christoph Müller, Professor an der Universität St. Gallen, nahm Becker als Hidden Champion in seiner zusammen mit der Wirtschaftswoche erstellten Liste der Marktführer 2018 auf.

### Übernahme durch Nakashima Propeller
Im April 2021 übernahm das japanische Unternehmen Nakashima Propeller Co. Ltd. die Mehrheit an Becker Marine Systems. Becker Marine Systems blieb in seiner Form samt Management bestehen. Weiterhin wurde Kuhlmann 2023 alleiniger Geschäftsführer.

## Unternehmensstruktur
Die Becker Marine Systems GmbH hat ihren Sitz in Hamburg und gehört zur Nakashima Europe (Germany) GmbH. Oberste Muttergesellschaft ist die Nakashima Propeller Co. Ltd., mit Sitz in Okayama, Japan. Im Geschäftsjahr 2023 erwirtschaftete die Gesellschaft einen Umsatz von 168,6 Millionen Euro und beschäftigte durchschnittlich 114 Mitarbeiter in Deutschland. Insgesamt beschäftigt Becker international über 200 Mitarbeiter. Zielmärkte sind Asien, Europa und Nordamerika; der Großteil des Umsatzes wurde 2023 in Asien erwirtschaftet.

### Internationale Niederlassungen
Neben dem Hauptsitz in Hamburg unterhält Becker Marine Systems mehrere Tochtergesellschaften in der Volksrepublik China (Zhenjiang, Nanjing und Shanghai), Singapur, Südkorea (Busan), Norwegen (Oslo) und den Vereinigten Staaten (Texas).
Die Becker Mewis Duct wird unter anderem in einer unternehmenseigenen Anlage in Zhenjiang hergestellt.

## Produkte
Becker Marine Systems ist tätig in der Entwicklung, Herstellung und dem Verkauf von Anlagen der Schiffstechnik. Bei der Entwicklung und Herstellung von Schiffsrudern und maritimen Energiespartechnologien gilt das Unternehmen als Marktführer.

### Manövriersysteme
Zu den Manövriersystemen gehören die verschiedenen Ruder Becker Flap Rudder, Becker Twist Rudder und das Becker Schilling Rudder. Außerdem werden die Düse Becker Nozzle, das Steuerungssystem Steering Gear System und das Becker Daggerboard angeboten. Das Daggerboard ist eine Vorrichtung, die das Abdriften eines Schiffes reduzieren soll.

### Energiesparsysteme
Zu den von Becker vertriebenen Energiesparsystemen gehören die Düse Becker Mewis Duct, die die Anströmung von Propellern verbessert. Dies führt zu einem niedrigeren Energieverbrauch und senkt CO₂-Emissionen. Außerdem wird die Becker Twisted Fin angeboten; im Vergleich zur Becker Mewis Duct besitzt die twistierte Version verlängerte Finnen um Verwirbelungen zu minimieren und einen kleineren, flacheren Düsenring, der einen geringeren Widerstand aufweist. Der kleine Düsenring trägt zudem dazu bei, Schub zu erzeugen, die Finnen zu stabilisieren und Vibrationen zu reduzieren. Die Twisted Fin wird vor allem bei großen Schiffen mit schmalem Rumpf eingesetzt.

### Überwachungssysteme
Becker bietet die beiden Überwachungssysteme Becker Intelligent Monitoring System (BIMS) und Becker Bearing Monitoring System (BBMS) an. BIMS ermöglicht einen energiesparenden Autopilot-Betrieb und steigert die Effektivität des Schiffsbetriebs. Das BBMS überwacht den Verschleiß des Ruderhalslagers.

## Nachhaltigkeit
Neben der Weiterentwicklung von Rudertechnologien ist Becker Marine Systems in der Entwicklung von Technologien und Produkten für die maritime Energiewende tätig. Für den Becker Mewis Duct erhielten die Ingenieure Mewis und Lehmann im Jahr 2022 den Umweltpreis der Bundesstiftung Umwelt.